# Óscar Quintana
Óscar Quintana Viar (Torrelavega, 6 marzo 1967) è un allenatore di pallacanestro spagnolo.

## Palmarès
- Copa Príncipe de Asturias: 2

Fuenlabrada: 1998
Alicante: 2009